# Arachnactidae

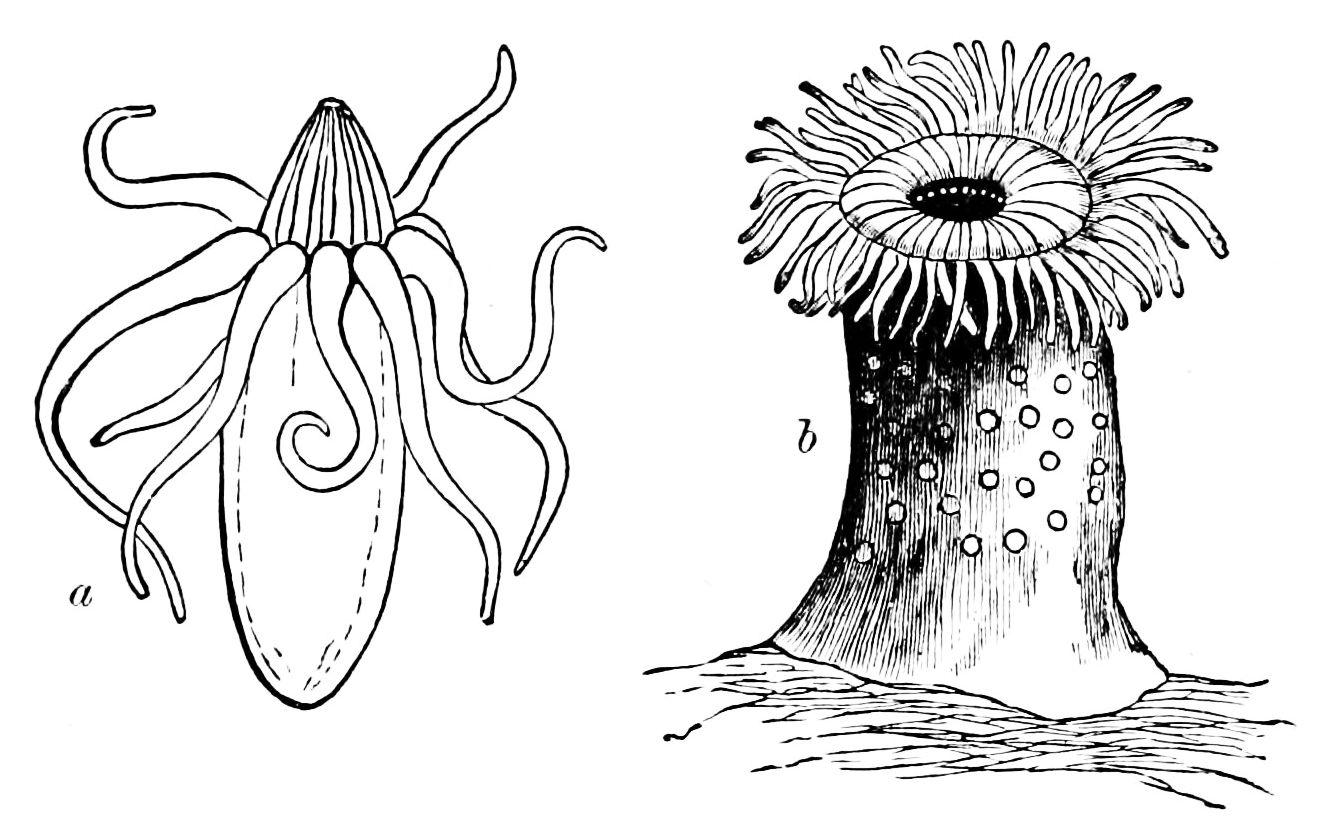
Fases larva y pólipo de Arachnactis albida

Arachnactidae es una familia de hexacorales marinos que pertenecen al orden Ceriantharia, dentro de la clase Anthozoa. 
Su aspecto es similar a las anémonas de mar, y frecuentemente confundidos con ellas. Se diferencian en que los Ceriantharia carecen de disco pedal, siendo puntiagudo el extremo inferior de su elástico cuerpo, que, mediante presión hidrostática se ensancha en forma de bulbo. Con estos movimientos, consigue enterrarse en sustratos blandos y anclarse, o desaparecer ante algún peligro. 
La familia se caracteriza por poseer estructuras internas de nematocistos denominadas acontios, y por tener nematocistos del tipo microbasic-p-mastigoforos o microbasic amastigoforos.

## Géneros
Arachnactidae comprende los siguientes géneros, según el Registro Mundial de Especies Marinas:
- Anactinia. Annandale, 1909
- Arachnactis. Sars, 1846
- Arachnanthus. Carlgren, 1912
- Dactylactis. Van Beneden, 1897
- Isapiactis. Carlgren, 1924
- Isarachnactis. Carlgren, 1924
- Isarachnanthus. Carlgren, 1924
- Isovactis
- Ovactis
- Paranactinia